# Moto G (thế hệ thứ ba)
Thế hệ thứ ba của Moto G là một điện thoại thông minh chạy hệ điều hành Android được phát triển bởi bộ phận Motorola Mobility của Lenovo, ra mắt ở Ấn Độ vào ngày 28 tháng 7 năm 2015, và phát hành cùng ngày. Moto G4 là thiết bị kế nhiệm của nó.

## Biến thể
| Model        | Carriers/Regions                                                                          | CDMA bands     | GSM/GPRS/EDGE bands  | UMTS/HSPA+ bands           | LTE bands                                                                                        | Notes |
| ------------ | ----------------------------------------------------------------------------------------- | -------------- | -------------------- | -------------------------- | ------------------------------------------------------------------------------------------------ | --- |
| XT1540       | US (unlocked), Canada (all carriers or unlocked), Latin America (Tigo), Mexico (Unlocked) | N/A            | 850, 900, 1800, 1900 | 850, 1700/AWS, 1900, 2100  | B2 (1900), B4 (1700), B5 (850), B7 (2600), *B12 (700), B17 (700)                                 | Single SIM                                                                                               |
| XT1541       | Europe                                                                                    | N/A            | 850, 900, 1800, 1900 | 900, 2100                  | B1 (2100), B3 (1800), B7 (2600), B8 (900), B20 (800)                                             | Single SIM                                                                                               |
| XT1542/43/44 | Brazil, Latin America                                                                     | N/A            | 850, 900, 1800, 1900 | 850, 900, 1700, 1900, 2100 | B4 (1700), B7 (2600), B28 (700)                                                                  | Dual SIM (XT1543/44), DTV (XT1544), XT1542 variant is a single-SIM model on plan with Movistar Colombia. |
| XT1548       | US (Sprint, US Cellular, Virgin Mobile)                                                   | 800, 850, 1900 | 850, 900, 1800, 1900 | 850, 1700, 1900            | B2 (1900), B4 (1700), B5 (850), B12 (700), B17 (700), B25 (1900), B26 (850), LTE-TDD: B41 (2500) | Single SIM                                                                                               |
| XT1550       | Asia, Australia                                                                           | N/A            | 850, 900, 1800, 1900 | 850, 900, 2100             | B1 (2100), B3 (1800), B7 (2600), B8 (900), B28 (700), LTE-TDD: B40 (2300)                        | Dual SIM                                                                                                 |
| XT1556       | Mexico, Brazil, Colombia                                                                  | N/A            | 850, 900, 1800, 1900 | 850, 900, 1700, 1900, 2100 | B4 (1700), B7 (2600), B28 (700)                                                                  | Turbo Edition Dual SIM                                                                                   |
| XT1557       | India                                                                                     | N/A            | 850, 900, 1800, 1900 | 850, 900, 2100             | B1 (2100), B3 (1800), B7 (2600), B8 (900), B28 (700), LTE-TDD: B40 (2300)                        | Turbo Edition Dual Sim                                                                                   |

*Band 12 is available with the Android M update.
A Moto G Turbo Edition with a faster eight core Snapdragon 615 processor, 2 GB of RAM, IP67 rating, and Quick Charging was revealed for sale in Mexico, Colombia, and India on ngày 13 tháng 11 năm 2015,.